# Halowe Mistrzostwa Świata w Lekkoatletyce 2001 – bieg na 200 m mężczyzn
Bieg na 200 m mężczyzn – jedna z konkurencji rozgrywanych podczas halowych mistrzostw świata w lekkoatletyce w 2001. Eliminacje i półfinały odbyły się 9 marca, a finał został rozegrany 10 marca.
Do eliminacji zgłoszonych zostało 24 zawodników z 21 państw.
Zawody w tej konkurencji wygrał reprezentant Stanów Zjednoczonych Shawn Crawford. Drugą pozycję zajął zawodnik z Wielkiej Brytanii Christian Malcolm, trzecią zaś reprezentujący Holandię Patrick van Balkom.

## Wyniki

### Eliminacje
Źródło: 
Bieg 1
| Miejsce | Zawodnik           | Państwo         | Wynik | Uwagi |
| ------- | ------------------ | --------------- | ----- | ----- |
| 1.      | Patrick van Balkom | Holandia        | 20,90 |       |
| 2.      | Allyn Condon       | Wielka Brytania | 20,93 |       |
| 3.      | Ricardo Alves      | Portugalia      | 21,43 |       |
| 4.      | Angelo Edmund      | Panama          | 22,34 |       |

Bieg 2
| Miejsce | Zawodnik            | Państwo           | Wynik | Uwagi |
| ------- | ------------------- | ----------------- | ----- | ----- |
| 1.      | Shawn Crawford      | Stany Zjednoczone | 20,86 |       |
| 2.      | Giennadij Czernowoł | Kazachstan        | 21,23 | PB    |
| 3.      | Oleg Siergiejew     | Rosja             | 21,50 |       |
| 4.      | Alieu Kamara        | Sierra Leone      | 22,26 |       |

Bieg 3
| Miejsce | Zawodnik                         | Państwo | Wynik | Uwagi |
| ------- | -------------------------------- | ------- | ----- | ----- |
| 1.      | Christopher Williams             | Jamajka | 20,86 |       |
| 2.      | Alessandro Attene                | Włochy  | 21,23 |       |
| 3.      | Enefiok Udo-Obong                | Nigeria | 21,96 |       |
| 4.      | Hamoud Abdullah Sayed al-Dalhami | Oman    | 21,99 |       |

Bieg 4
| Miejsce | Zawodnik               | Państwo   | Wynik | Uwagi |
| ------- | ---------------------- | --------- | ----- | ----- |
| 1.      | Radek Zachoval         | Czechy    | 21,16 |       |
| 2.      | Joseph Batangdon       | Kamerun   | 21,21 |       |
| –       | Ommanandsing Kowlessur | Mauritius | DSQ   |       |
| –       | Denis Daniel Gutiérrez | Nikaragua | DNS   |       |

Bieg 5
| Miejsce | Zawodnik            | Państwo           | Wynik | Uwagi |
| ------- | ------------------- | ----------------- | ----- | ----- |
| 1.      | Kevin Little        | Stany Zjednoczone | 21,09 |       |
| 2.      | Massimiliano Donati | Włochy            | 21,35 |       |
| 3.      | Dominic Demeritte   | Bahamy            | 21,52 |       |
| 4.      | Chen Tien-wen       | Chińskie Tajpej   | 21,88 |       |

Bieg 6
| Miejsce | Zawodnik          | Państwo         | Wynik | Uwagi |
| ------- | ----------------- | --------------- | ----- | ----- |
| 1.      | Christian Malcolm | Wielka Brytania | 21,05 |       |
| 2.      | Oumar Loum        | Senegal         | 21,22 |       |
| 3.      | Heber Viera       | Urugwaj         | 21,55 |       |
| 4.      | Sayon Cooper      | Liberia         | 21,98 |       |

### Półfinały
Źródło: 
Bieg 1
| Miejsce | Zawodnik            | Państwo         | Wynik | Uwagi |
| ------- | ------------------- | --------------- | ----- | ----- |
| 1.      | Christian Malcolm   | Wielka Brytania | 20,76 |       |
| 2.      | Patrick van Balkom  | Holandia        | 20,77 | NR    |
| 3.      | Giennadij Czernowoł | Kazachstan      | 21,28 |       |
| 4.      | Oumar Loum          | Senegal         | 21,49 |       |

Bieg 2
| Miejsce | Zawodnik            | Państwo           | Wynik | Uwagi |
| ------- | ------------------- | ----------------- | ----- | ----- |
| 1.      | Shawn Crawford      | Stany Zjednoczone | 20,80 |       |
| 2.      | Allyn Condon        | Wielka Brytania   | 21,12 |       |
| 3.      | Radek Zachoval      | Czechy            | 21,17 |       |
| 4.      | Massimiliano Donati | Włochy            | 21,97 |       |

Bieg 3
| Miejsce | Zawodnik             | Państwo           | Wynik | Uwagi |
| ------- | -------------------- | ----------------- | ----- | ----- |
| 1.      | Kevin Little         | Stany Zjednoczone | 20,73 |       |
| 2.      | Christopher Williams | Jamajka           | 20,78 |       |
| 3.      | Joseph Batangdon     | Kamerun           | 21,43 |       |
| 4.      | Alessandro Attene    | Włochy            | 21,49 |       |

### Finał
Źródło: 
| Miejsce | Zawodnik             | Państwo           | Wynik | Uwagi |
| ------- | -------------------- | ----------------- | ----- | ----- |
| 01 !    | Shawn Crawford       | Stany Zjednoczone | 20,63 |       |
| 02 !    | Christian Malcolm    | Wielka Brytania   | 20,76 |       |
| 03 !    | Patrick van Balkom   | Holandia          | 20,96 |       |
| 4.      | Christopher Williams | Jamajka           | 21,12 |       |
| 5.      | Allyn Condon         | Wielka Brytania   | 21,69 |       |
| –       | Kevin Little         | Stany Zjednoczone | DNS   |       |